# Lasiopelta maculipennis
Lasiopelta maculipennis är en tvåvingeart som beskrevs av Wei 1991. Lasiopelta maculipennis ingår i släktet Lasiopelta och familjen husflugor. Inga underarter finns listade i Catalogue of Life.